# Vangtandvis
De vangtandvis (Anoplogaster cornuta) is een straalvinnige vissensoort uit de familie van bladschubbigen (Anoplogastridae). De wetenschappelijke naam van de soort werd voor het eerst geldig gepubliceerd in 1833 door Achille Valenciennes.

## Kenmerken
Deze vis heeft een klein lichaam met een enorme kop. Ze hebben een goed ontwikkelde zijlijn. De kop, romp en vinnen zijn bruin of zwart, de jonge vissen zijn zilverkleurig. De lichaamslengte bedraagt 18 cm.

## Leefwijze
Deze diepzeevis vangt zijn prooien in een snelle aanval en spietst deze op de lange tanden. Die prooien zijn haast zo groot als de vis zelf.

## Verspreiding en leefgebied
Deze soort komt wereldwijd voor in tropische en gematigde zeeën op grote diepten.